# Ревякинский сельский совет (Путивльский район)
Ревякинский сельский совет (укр. Рев'якинська сільська рада) — входит в состав
Путивльского района
Сумской области
Украины.
Административный центр сельского совета находится в 
с. Ревякино
.

## Населённые пункты совета
- с. Ревякино
- с. Мишутино